# Drôme Classic 2023
La Drôme Classic 2023, undicesima edizione della corsa e valevole come ottava prova dell'UCI ProSeries 2023 categoria 1.Pro, si svolse il 26 febbraio 2023 su un percorso di 191,5 km, con partenza e arrivo a Étoile-sur-Rhône, in Francia. La vittoria fu appannaggio del francese Anthony Perez, il quale completò il percorso in 4h57'26", alla media di 38,631 km/h, precedendo il portoghese Rui Costa e l'italiano Andrea Bagioli.
Sul traguardo di Étoile-sur-Rhône 72 ciclisti, su 140 partenti, portarono a termine la competizione.

## Squadre e corridori partecipanti
| N.      | Cod. | Squadra                  |
| ------- | ---- | ------------------------ |
| 1-6     | UAD  | UAE Team Emirates        |
| 11-17   | BOH  | Bora-Hansgrohe           |
| 21-27   | ICW  | Intermarché-Circus-Wanty |
| 31-37   | SOQ  | Soudal Quick-Step        |
| 41-47   | GFC  | Groupama-FDJ             |
| 51-57   | COF  | Cofidis                  |
| 61-67   | TFS  | Trek-Segafredo           |
| 71-77   | ARK  | Team Arkéa-Samsic        |
| 82-87   | ACT  | AG2R Citroën Team        |
| 91-96   | JAY  | Team Jayco AlUla         |
| 101-107 | EFE  | EF Education-EasyPost    |

| N.      | Cod. | Squadra                 |
| ------- | ---- | ----------------------- |
| 111-117 | DSM  | Team DSM                |
| 121-127 | AST  | Astana Qazaqstan Team   |
| 131-137 | LTD  | Lotto Dstny             |
| 141-147 | TEN  | TotalEnergies           |
| 151-157 | IPT  | Israel-Premier Tech     |
| 162-167 | UXT  | Uno-X Pro Cycling Team  |
| 171-177 | BWB  | Bingoal WB              |
| 181-187 | TUD  | Tudor Pro Cycling Team  |
| 191-197 | AUB  | St Michel-Mavic-Auber93 |
| 201-207 | UCN  | CIC U Nantes Atlantique |

## Ordine d'arrivo (Top 10)
| Pos. | Corridore         | Squadra     | Tempo    |
| ---- | ----------------- | ----------- | -------- |
| 1    | Anthony Perez     | Cofidis     | 4h57'26" |
| 2    | Rui Costa         | Intermarché | a 1'11"  |
| 3    | Andrea Bagioli    | Soudal      | s.t.     |
| 4    | David Gaudu       | Groupama    | a 1'13"  |
| 5    | Quinn Simmons     | Trek        | s.t.     |
| 6    | Mattias Skjelmose | Trek        | a 1'34"  |
| 7    | Georg Zimmermann  | Intermarché | a 1'38"  |
| 8    | Simon Clarke      | Israel      | a 1'41"  |
| 9    | Corbin Strong     | Israel      | a 1'43"  |
| 10   | Dorian Godon      | AG2R        | a 1'48"  |